# Dąbrowa Mała (Grande-Pologne)
Pour les articles homonymes, voir Dąbrowa Mała.
Dąbrowa Mała (prononciation : [dɔmˈbrɔva ˈmawa]) est un hameau polonais du village de Dąbrowa Duża de la gmina de Ślesin dans le powiat de Konin de la voïvodie de Grande-Pologne dans le centre-ouest de la Pologne.
Il se situe à environ 3 kilomètres au sud-ouest de Ślesin (siège de la gmina), à 15 kilomètres au nord de Konin (siège du powiat) et à 92 kilomètres à l'est de Poznań (capitale régionale).
Le hameau possédait une population de 88 habitants en 2006.

## Histoire
De 1975 à 1998, le hameau faisait partie du territoire de la voïvodie de Konin.

Depuis 1999, Dąbrowa Mała est situé dans la voïvodie de Grande-Pologne.